# Schwedische Musikcharts
Die schwedischen Musikcharts, seit Oktober 2007 schwedisch Sverigetopplistan, sind die offizielle nationale Hitparade Schwedens. Frühere Namen waren unter anderem Topplistan und Hitlistan. Die Daten für die Charts stellt seit 1975 die schwedische Musikindustrie-Vertretung IFPI Schweden bereit. Davor wurden sämtliche Singles und LPs gleichermaßen in den sogenannten kombinierten Singles- und Album-Verkaufscharts gelistet. Dargestellt werden die Verkäufe von Singles, Alben und DVDs. Seit Ende 2006 werden legale Downloads, die zunächst in einer gesonderten Downloadlistan geführt wurden, bei der Berechnung miteinbezogen. Im Gegensatz zur schwedischen Schlager-Hitparade Svensktoppen führt Sverigetopplistan auch internationale Künstler und Titel.
Ursprünglich wurde die neue Ausgabe jeweils freitags veröffentlicht. Seit dem 28. Oktober 2004 wird Sverigetopplistan jedoch jeweils an einem Donnerstag publiziert. Von 1976 bis 2006 präsentierte der schwedische Radiosender Sveriges Radio P3 die aktuellen Charts mit einer eigenen Sendung. Die jetzt dort gesendete Digilistan bezieht sich jedoch nur auf mittels Nielsen SoundScan ermittelte, digitale Verkäufe. Seit 2005 darf das Webportal hitparad.se Sverigetopplistan offiziell im Internet veröffentlichen.
Mit der Verurteilung der Verantwortlichen für die illegale Internetsuchplattform The Pirate Bay in Schweden trat 2009 ein radikaler Wandel im schwedischen Musikmarkt ein. Der schwedische Anbieter Spotify startete mit Unterstützung des Telekommunikationsanbieters Telia ein landesweites Musikstreaming-Angebot, das sich in kürzester Zeit durchsetzte. Es fing nicht nur die illegalen Downloads auf, sondern drängte auch die digitalen Verkäufe in den Hintergrund. Im Jahr 2013 machte das durch Abonnements oder Werbung finanzierte Streaming 70 % des schwedischen Musikmarkts aus. Die Chartverantwortlichen trugen dem Rechnung, indem sie bereits ab Oktober 2010 bei den Singlecharts auch das Musikstreaming berücksichtigten. Schweden war damit weltweiter Vorreiter, in den USA und in anderen europäischen Ländern folgte die Umstellung erst 2013 und 2014. Seit 13. September 2013 wird Streaming auch in den Albumcharts berücksichtigt.
Mit der Ausgabe vom 8. Januar 2015 wurden die Singlecharts auf Top 100 erweitert.